# 愛媛県総合保健福祉センター
愛媛県総合保健福祉センター（えひめけんそうごうほけんふくしせんたー）は愛媛県松山市にある保健福祉施設である。

## 概要
- 愛媛整肢寮護園（1974年建築）を跡地として改装・耐震化を整備し、2008年9月1日に開館した。中央児童相談所（旧御幸）・婦人相談所（旧千舟町）・心と体の健康センター（旧末広町）・知的障害者更生相談所（旧御幸）・身体障害者更生相談所（旧道後町）の5つの機関を同センターに集約した[1]。
- 同じ敷地には愛媛中央産業技術専門校松山駐在（旧松山高等技術専門校）[2]や愛媛県母子家庭等就業・自立支援センターと連携している。